# Pandanus validus
Pandanus validus är en enhjärtbladig växtart som beskrevs av Huynh och Martin Wilhelm Callmander. Pandanus validus ingår i släktet Pandanus och familjen Pandanaceae.
Artens utbredningsområde är Madagaskar. Inga underarter finns listade.